# Georgetown (Washington D. C.)

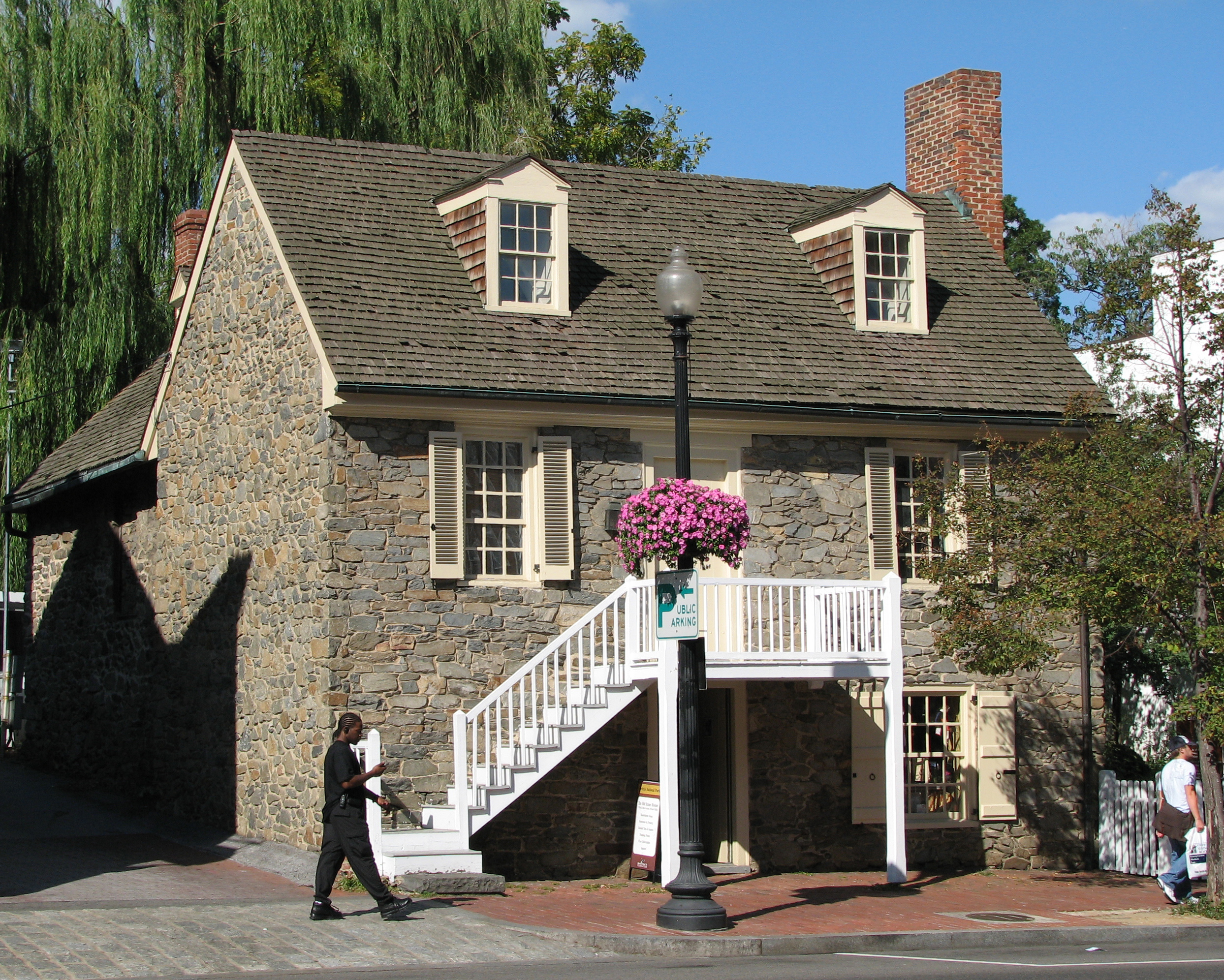
La Old Stone House, la casa de inspección fundada por Gordon.

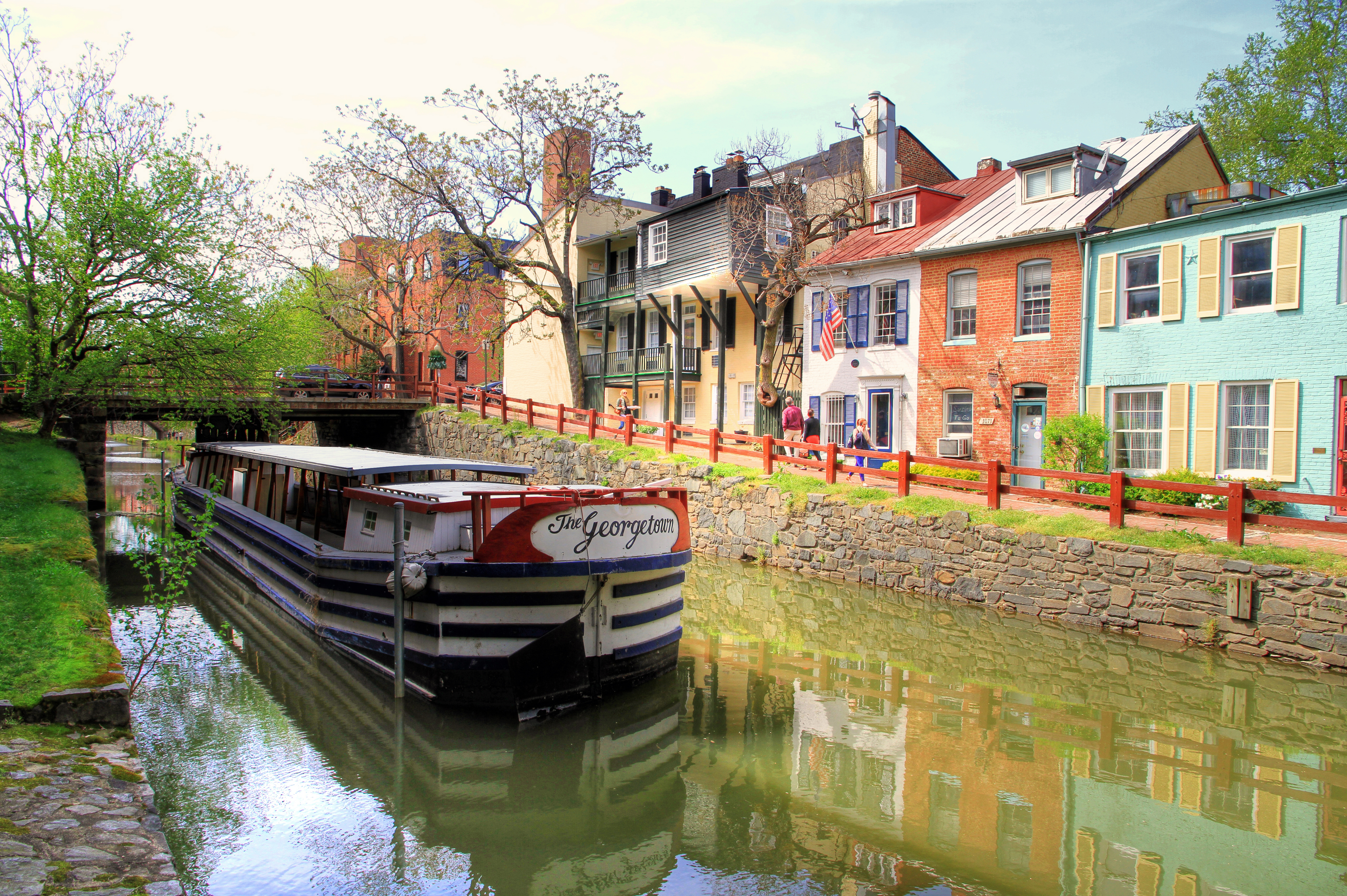
Canal Chesapeake-Ohio

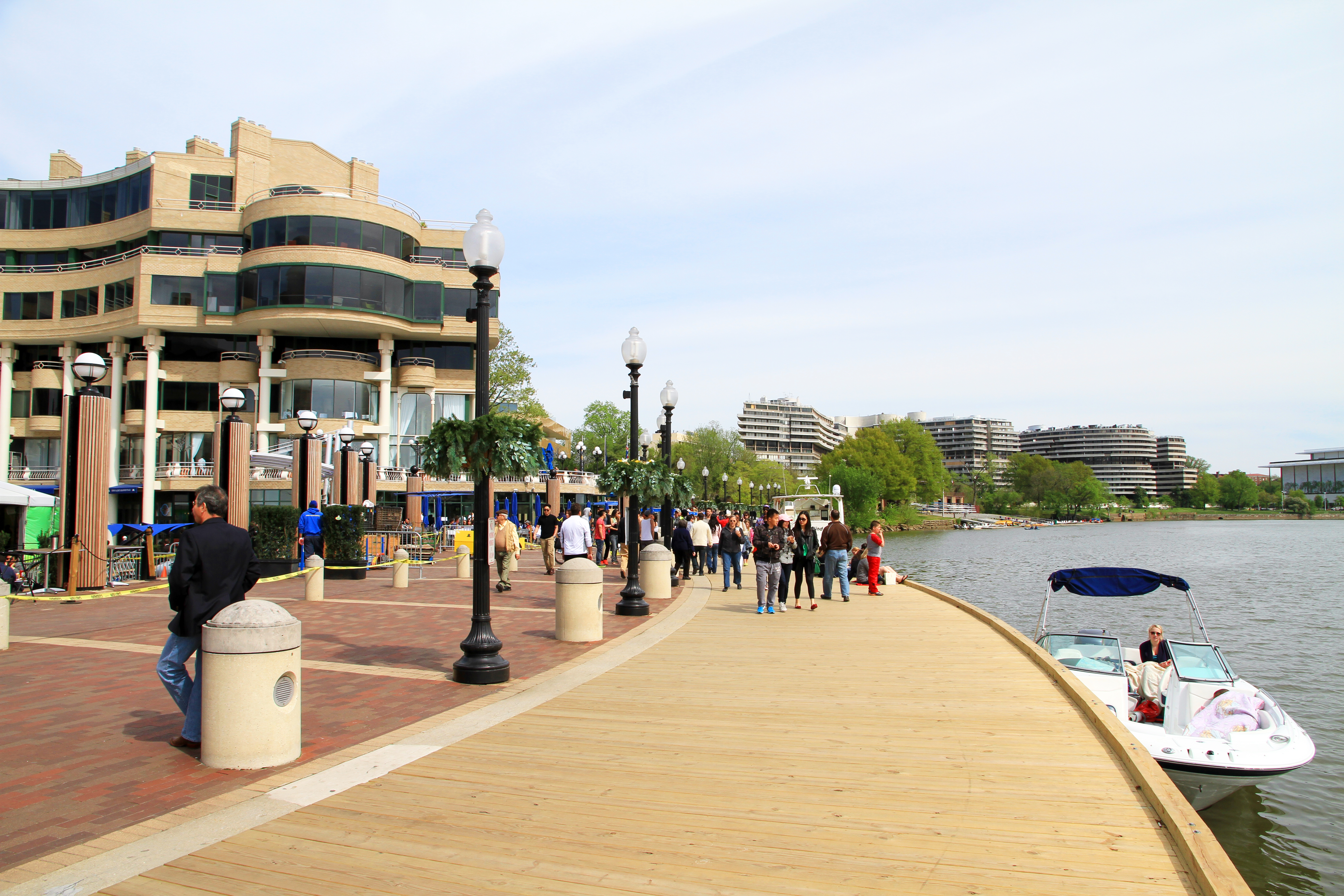
Georgetown Waterfront Harbor

Georgetown es un barrio del Distrito de Columbia (Estados Unidos).
Fundado en 1751 en la ribera del río Potomac, la ciudad de Georgetown precedió substancialmente al establecimiento de la ciudad de Washington y el Distrito de Columbia. En 1776, Georgetown era una de las mayores ciudades de Maryland, y mantuvo un estatus de autonomía hasta 1871, cuando fue asimilado al Distrito de Columbia. 
Hoy, los principales corredores comerciales de Georgetown son la calle M y la avenida Wisconsin, que cuentan con centros comerciales, bares, restaurantes, etc.
Georgetown es la sede de la Universidad de Georgetown y de la Old Stone House, los edificios más antiguos del Distrito. Las embajadas de Francia, Mongolia, Suecia, Tailandia, Venezuela y Ucrania están localizadas en Georgetown .

## Historia
En 1632, el comerciante inglés Henry Fleet descubrió un pueblo nativo llamado Tohoga en el sitio en el que actualmente se encuentra Georgetown y estableció una factoría allí. Georgetown fue ascendido a pueblo y poblado por escoceses en 1751, cuando el área era parte de la colonia británica de Maryland. Georgetown se localizaba sobre territorio de George Gordon y George Beall .
Situado sobre el río Potomac, Georgetown era el punto más lejano al que las naves interoceánicas podían llegar remontándolo. Gordon construyó una casa inspectora de tabaco en 1745. Este tabaco ya era trasladado desde tierra por vías acuáticas hasta aquí, donde esta casa fue construida. Depósitos, muelles y otros edificios fueron construidos alrededor de la casa de inspección y velozmente el asentamiento se convirtió en una pequeña comunidad. Poco tiempo paso hasta que Georgetown se convirtíese en un próspero puerto, facilitándole a las naves comerciales tabaco y otros bienes de la Maryland colonial .
Una de las empresas exportadoras de tabaco más prominentes era Forrest, Stoddert & Murdock, que había sido fundada en 1783 en Georgetown, por Uriah Forrest, Benjamin Stoddert y John Murdock.
Georgetown fue establecido en 1751 cuando la Legislatura de Maryland le compró sesenta acres de tierra a Gordon y Beall por £280. Como Georgetown fue fundado durante el reinado de Jorge II de Gran Bretaña, algunos especulan que el pueblo fue nombrado en honor a él. Otra teoría postula que el pueblo fue bautizado así por sus fundadores, George Gordon y George Beall.